# Pretty Ricky
Pretty Ricky is een hiphop en r&b-groep uit Miami, Florida. De band bestaat uit de vier broers Corey "Slick'em" Mathis, Diamond Blue "Baby Blue" Smith, Spectacular Blue Smith, en Marcus "Pleasure" Cooper. 23 mei 2005 brachten ze hun debuutalbum Bluestars uit. Een van de nummers van dit album, "Grind With Me", werd een top 10-hit in de Verenigde Staten. Daarna volgen de singles "Your Body", "Juicy" en "Nothin ' But A Number". 
De leden Slick 'Em, Spectacular en Baby Blue stonden ooit bekend als Maverix, en werden ook wel Prettie Rickie Rickie genoemd. Ze scoorden lokale hits in Miami met singles als "Flossin '," "So Fresh, So Clean," en "La La La". Later besloten ze de naam Maverix te laten vallen. Marcus "Pleasure" sloot zich aan bij de groep. Ze wijzigden de bandnaam uiteindelijk naar Pretty Ricky.
In 2007 brachten ze hun tweede album uit, "Late Night Special". De eerste single van het album was "On The Hotline".

## Prijzen en nominaties
- 2005 American Music Award-nominatie voor favoriete R'nB/HipHop groep
- 2005 World Music Award-nominatie voor 's werelds best verkoopende R'nB groep en 's werelds best verkopende nieuwe R'nB artiest(en)
- 2005 Billboard Music Award-nominatie voor Top Hot Rhytmic artiest van het jaar
- 2006 Ozone Awards-nominatie voor beste nieuwe artiest(en)